# Krzepicki
Krzepicki (Poraj odmienny II, Rosa) – polski herb szlachecki z nobilitacji, odmiana herbu Poraj.

## Opis herbu
Opis zgodnie z klasycznymi regułami blazonowania:
W polu czerwonym - róża srebrna pięciolistna.
Klejnot: róża z płatkami na przemian czerwonymi i srebrnymi.

## Najwcześniejsze wzmianki
Nobilitacja Walentego Krzepickiego z 2 stycznia 1580.

## Herbowni
Krzepicki.